# Z-5 Paul Jacobi
Z-5 «Пауль Якоби» (нем. Z-5 «Paul Jacobi») — немецкий эскадренный миноносец типа 1934A.
Назван в честь корветтен-капитана Пауля Якоби, командира 8-й флотилии миноносцев, погибшего 12 февраля 1915 года на подорвавшемся на мине миноносце «V-25».
Заложен 15 июля 1935 года на верфи фирмы «DeSchiMAG» в Бремене. Спущен на воду 24 марта 1936 года и 29 июня 1937 года вступил в строй. После вступления в строй был приписан ко 2 дивизиону эскадренных миноносцев Кригсмарине. По состоянию на сентябрь 1939 года бортовой № 21.

## История службы
В апреле 1938 года совершил плавание в Норвегию с заходом в Ульсвик. В июле повторный поход с заходом в Согне-фьорд и Ёйо.
19 августа 1938 года участвовал во флотском смотре с участием рейхсканцлера Гитлера и регента Венгрии адмирала Хорти.
С 30 сентября по 23 октября 1938 года совместно с карманным линкором «Адмирал Шеер» совершал плавание в Средиземное море.
1 ноября 1938 года вошёл в состав 2-й флотилии эскадренных миноносцев кригсмарине.
С началом Второй мировой войны, с октября 1939 года по февраль 1940 года действовал в Северном море и Балтийских проливах.
В апреле 1940 года участвовал в операции «Везерюбунг», входя в состав Тронхеймской группы.
С октября по декабрь 1940 года базировался и действовал в западной Франции. С января по апрель 1941 года проходил ремонт. С ноября 1941 по январь 1942 года действовал в Скагерраке, где 10 ноября 1941 года сел на мель.
В феврале 1942 года участвовал в операции «Церберус». После окончания операции, до мая 1942 года действовал в норвежских территориальных водах. В мае — декабре 1942 года находился на ремонте, в ходе которого, в сентябре, пострадал в результате аварии в котельном отделении, от ожогов скончался 1 член экипажа.
В октябре 1942 поврежден при налёте британской авиации на Киль.
В феврале 1943 года вернулся в Норвегию, где действовал до сентября. С октября 1943 года встал на капитальный ремонт, который в итоге продлился год, до октября 1944 года. 13 декабря 1943 года, находясь в ремонте, получил повреждения при налёте американской авиации на Киль, а также дважды, 4 января и 18 июля 1944 года, был повреждён в ходе налета британской авиации на Киль.
С ноября 1944 года до конца войны действовал в восточной Балтике. 4 февраля 1945 года получил повреждения при столкновении с пароходом «Helda Schrother» в районе Свинемюнде. В апреле 1945 года поврежден советской береговой артиллерией у косы Хель.
Капитулировал во Фленсбурге. По репарациям передан Великобритании. В 1946 году передан Франции и вошёл в состав её флота под названием «Desaix». В 1949 году выведен в резерв флота. 16 февраля 1954 года разоружён и переименован в Q-02. В июне 1954 года исключён из состава флота и сдан на слом в Руайяне.

## Командиры корабля
| Имя и звание                                       | Время службы                           |
| -------------------------------------------------- | -------------------------------------- |
| корветтен-капитан Рудольф Петерс                   | 29 июня 1937 года — 3 ноября 1938 года |
| корветтен-капитан Ганс-Георг Циммер                | 4 ноября 1938 года — декабрь 1940 года |
| капитан-лейтенант Карл Хетц                        | декабрь 1940 года — 31 марта 1941 года |
| корветтен-капитан/фрегаттен-капитан Герман Шлипер  | 1 апреля 1941 года — 9 июля 1944 года  |
| корветтен-капитан Макс Бёлтер                      | 10 июля 1944 года — 9 мая 1945 года    |
| корветтен-капитан/фрегаттен-капитан Генрих Эрдманн | 10 мая 1945 года (номинально)          |